# Bibliotheksrat (DDR)
Bibliotheksrat war ein Titel, der in der DDR in Würdigung einer langjährigen leitenden oder wissenschaftlichen Tätigkeit im staatlichen Bibliothekswesen verliehen wurde. Der Ausgezeichnete erhielt eine Urkunde sowie eine einmalige finanzielle Anerkennung und war berechtigt, den Titel im Zusammenhang mit seinem Namen zu führen.
Die Titel wurden durch den Minister für Kultur der DDR und die Räte der Bezirke verliehen.

## Beispiele
1981 wurden 51 Bibliothekarinnen und Bibliothekare ausgezeichnet. Dieter Schmidmaier trug ebenfalls diesen Titel.